# Михович, Эдуард Сергеевич
Эдуард Сергеевич Михович (бел. Эдуард Сяргеявіч Міховіч, род. 10 сентября 1993 года) — белорусский спортсмен, выступающий в тайском боксе и кикбоксинге, чемпион мира среди профессионалов 2016 года по версии Faith Fight. мастер спорта международного класса по всему тайском боксу.

## Спортивная карьера

### Ранние годы
Эдуард Михович родился 10 сентября 1993 года в городе Осиповичи Могилёвской области Республики Беларусь. В детстве занимался мотокроссом, футболом и баскетболом. В возрасте 13 лет пришёл в секцию тайского бокса к тренеру Сергею Гидуляну и уже через три месяца выиграл первенство республики.
Через два года из-за проблем со зрением врачи запретили Эдуарду заниматься спортом, но через какое-то время после прохождения обследования он возобновил тренировки.
В возрасте 20 лет переехал в Минск. В данный момент тренируется в клубе «Патриот» у Дмитрия Пясецкого и в «Golden Victory» у Сергея Гидуляна.

### Любительская карьера
Первым международным турниром для Эдуарда был чемпионат Европы в Италии в 2006, где он проиграл в первом поединке спортсмену из Казахстана. Первые медали были завоёваны через четыре года (в 2010 году), когда Михович стал бронзовым призёром первенства Европы и мира по тайскому боксу по версии IFMA.
В 2011 году он завоевал серебряную медаль первенства Европы IFMA в Турции, а в следующем году стал серебряным призёром кубка мира по кикбоксингу в Венгрии по версии WAKO среди мужчин.
В 2013 году впервые выступил в соревнованиях среди мужчин по тайскому боксу — на чемпионате Европы IFMA в Португалии стал третьим.
В 2015 году на чемпионате мира IFMA поднялся на вторую ступеньку пьедестала, проиграв в финале тайцу, в 2016 — на третью.
В 2015 году завоевал золотую медаль чемпионата мира по кикбоксингу WKTSF в Латвии.
Также в 2013—2014 годах успешно принимал участие в турнирах по правилам ММА и рукопашному бою.

### Профессиональная карьера
Первый профессиональный бой Эдуард провёл в 2011 году против представителя Киргизии (поединок закончился победой белорусского бойца решением судей), но активное развитие его профессиональная карьера получила в 2016 году, когда Михович начал выступать в китайском промоушене Faith Fight. Его первый бой на этом турнире состоялся летом 2016 года. Соперником Эдуарда был боец из Узбекистана Ильхом Рустамов, которого белорус победил техническим нокаутом в третьем раунде.
В следующем поединке Эдуард встречался с известным голландцем Сержио Велзеном и проиграл решением судей после экстрараунда.
Из-за того, что Велзен не смог продолжить участие в турнире, заменить его в финальном поединке восьмёрки (за пояс организации) было предложено именно белорусскому бойцу. 26 ноября 2016 года Михович победил тайца Phromsopha Santi и стал чемпионом мира по версии Faith Fight.
Через неделю после этого боя состоялся его дебют на турнире WLF, в котором белорус уступил китайцу Zhu Shuai.
После этого прошёл суперфинал турнира Faith Fight против китайца Tang Jao, который все три своих предыдущих поединка закончил нокаутами. Сетка турнира изначально состояла из двух восьмёрок: в одной участвовали только китайские бойцы, в другой — только иностранные. Эдуард Михович в качестве победителя своей восьмёрки встретился в суперфинале с китайцем Tang Jao и проиграл решением судей.
В апреле 2017 года Эдуард принял участие в четвёрке турнира WLF, где победил сначала китайца Ли Нинга, а затем — Zhu Shuai.
Следующий бой он провёл в промоушене Em-Legend, где за месяц победил двух сильных соперников (китайца Zhu Xu и испанца Pau Illana). После этого белорусский боец подписал контракт с данным промоушеном на два года.
В декабре 2017 года Михович в Пекине провёл бой на турнире King of Kungfu против известного украинца Константина Тришина, в котором уступил единогласным решением судей в трёх раундах.
21 апреля 2018 года состоялся первый поединок Эдуарда по контракту с EM-Legend. Его соперником был китаец Wang Wanben. Михович победил его нокаутом в первом раунде.

## Титулы и достижения

### Любительский спорт
- 2010 Первенство Европы, Италия IFMA
- 2010 Первенство мира, Таиланд IFMA
- 2011 Кубок Европы, Германия IFMA
- 2011 Первенство Европы, Турция IFMA
- 2012 Кубок Европейских Кубков, Латвия IFMA
- 2012 Кубок Мира, Венгрия WAKO
- 2013 Чемпионат Европы, Португалия IFMA
- 2015 Чемпионат мира, Таиланд IFMA
- 2015 Чемпионат мира, Латвия WKTSF
- 2016 Чемпионат мира, Швеция IFMA
- 2016 Чемпионат Европы, Хорватия IFMA

### Профессиональный спорт
- 2016 чемпион мира по версии Faith Fight, Китай